# 姚醒吾
姚醒吾（1897年—1988年2月18日），原名姚宝森，浙江省吴兴县人，中国人民解放军开国少将。
曾任中国人民解放军广州军区后勤部副部长。1955年，授予中国人民解放军少将。

## 生平
曾就读于湖州浙江省立第三中学。1927年4月加入中国共产党。1930年毕业于上海中央军委军事训练班，历任红5军第5纵队2支队副官主任，红3军团4师军需处处长、军经理处处长、供给部会计科科长。1934年10月参加长征。参加四渡赤水、强渡大渡河等战役。到达陕北后，任红29军供给部部长。抗日战争时期，在八路军留守兵团供给部任职。1943年任陕甘宁边区银行秘书处长。第二次国共内战期间，历任辽东军区供给部副部长，东北野战军东线兵团供给部部长等职。1949年10月中华人民共和国成立后，历任中南军政委员会轻工业部副部长，中南军区后勤部财务部长、后勤部副部长，武汉军区后勤部部长等职。
1988年2月18日在武汉逝世。